# Colette Pujol
Colette Pujol (São Paulo, 5 de julho de 1913 — São Paulo, 9 de julho de 1999) foi uma pintora, desenhista e professora brasileira.

## Biografia
Filha do conceituado arquiteto e engenheiro Hipólito Gustavo Pujol e de Yvone Rigaux Pujol, de nacionalidade francesa, herdou dos pais o amor pelo trabalho, o bom gosto e o requinte que haveria de aplicar na sua futura vida profissional.
Em São Paulo foi aluna de Lucília Fraga e de Antônio Rocco. Em 1942 mudou-se para a Bahia e fim de estudar com o famoso artista Presciliano Silva na Escola de Belas Artes de Salvador. Nessa época já expunha tanto individualmente quanto em exposições coletivas.
Recebendo uma bolsa do Governo francês, em 1946, embarcou para Paris para completar seus estudos de arte, matriculando-se na rigorosa École des Beaux Arts da capital francesa. Estudou, também, na Academia Julian.
Recebeu muitos prêmios em sua trajetória de artista plástica, entre eles uma Menção de Honra obtida no Salon des Artistes Français.[carece de fontes?]
Com a mesma competência pintou flores, naturezas mortas, paisagens e figuras, algumas verdadeiras obras primas, geralmente produzidas no auge de sua carreira, nos anos 1940, sob a orientação do baiano Presciliano e de seus vários professores de Paris.